# عبد اللطيف جاسم كانو
المهندس الدكتور عبد اللطيف بن جاسم كانو مهندس إنشائي وكاتب وباحث بحريني ، ولد في المنامة عام 1935 ودرس الهندسة المدنية والإنشائية في (أمبريل كولج) جامعة لندن في إنجلترا وحصل على الماجيستير من جامعة بتسبرج في ولاية بنسلفانيا بأمريكا ثم الدكتوراه جامعة تكساس، شغل منصب وكيل وزارة الإسكان والبلديات بالبحرين ثم عضو مجلس الشورى البحريني ، يعد هو مؤسس وصاحب فكرة بيت القرآن ويشغل حاليا منصب رئيس مجلس الأمناء له، ويعد واحد من أشهر هواه جمع المجلدات والمخطوطات القرآنية، بالإضافة إلى العديد من الأبحاث العلمية والمهنية المتخصصة، وله من الدراسات والمقالات القرآنية والإسلامية والتاريخية المختلفة.
تم تكريمه عدة مرات حيث حصل على الدكتوراه الفخرية من «جامعة أنها» في كوريا الجنوبية. ثم حصل على وسام المؤرخ العربي من اتحاد المؤرخين العرب في عام 1987م . ثم حصل على وسام البحرين من أمير البحرين في 1990 وهو أعلى وسام مدني يمنح للمبدعين المتميزين في مملكة البحرين.

## نشأته
ولد عبد اللطيف بن جاسم كانو في 26 رمضان المبارك سنة 1354هـ الموافق 22 من شهر ديسمبر سنة 1935م في المنامة. درس في المنامة ثم سافر إلى إنجلترا لإكمال تعليمه وتخصص في دراسة البناء والهندسة الإنشائية والمدنية، أكمل دراسته عام 1957م. التحق بالكلية الإمبراطورية (أمبريل كولج) جامعة لندن في إنجلترا، وحصل منها على دبلوم الدراسات العليا (D.I.C) ومن ثم تابع العمل في كل من الكويت والمملكة العربية السعودية والبحرين. حصل على الماجستير من جامعة بتسبرج في ولاية بنسلفانيا بأمريكا. ثم التحق بجامعة تكساس في مدينة أوستن وحصل على الدكتوراه عام 1970م .
شغل منصب وكيل وزارة الإسكان والبلديات والبيئة ما بين عام 1975م وحتى سبتمبر من عام 1996م، وتم تكريمه بعد انتهاء مدة عمله في الوزارة بتاريخ 29 أكتوبر 1996م.
وترأس وألقى كلمة وفد مملكة البحرين بمناسبة انعقاد مؤتمر الموئل الثاني للأمم المتحدة للمستوطنات البشرية.
له باع طويل في الفنون والمخطوطات الإسلامية واقتنائها وجمعها ومجموعته الشهيرة المتميزة من هذه الفنون تعتبر واحدة من إحدى المجموعات الإسلامية الخاصة النادرة في العالم. كان يهوى جمع الطوابع البريدية، والتراث البحريني واللوحات الزيتية. وله العديد من الأبحاث العلمية والمهنية المتخصصة، وله من الدراسات والمقالات القرآنية والإسلامية والتاريخية المختلفة.

## الدراسات والأبحاث
- السياسة السكانية الوطنية في البحرين
- البحرين في صدر الإسلام، في مجلة ((الوثيقة)) يناير 1985م .
- دراسة عن المسكوكات الإسلامية. في مجلة ((الوثيقة)) في يناير 1983م.
- رسائل النبي صلى الله عليه وسلم.
- الأرقام العربية ودورها في الحضارة الإنسانية.
- مع القرآن ـ المصاحف عبر التاريخ.
- الملك عبد العزيز والبحرين في مجلة ((الوثيقة)) في يناير 1986م.
- أسماء البحرين عبر التاريخ في مجلة البحرين الثقافية في يوليو 1995م.

## المؤلفات
- ـ ساعة مع القلم.
- ـ عبر التاريخ
- ـ دروس من الحياة.
- ـ القلوب مجتمعة ـ البحرين والسعودية.
- ـ على خطى الرسول صلى الله عليه وسلم.
- ـ آفاق بحرينية.
- ـ المنتخب من الفنون الإسلامية.
- ((الأرقام العربية نبع الحضارة الإنسانية)) عام 1996.[3]
- ـ الرسائل النبوية الأولى ـ دعوة إلى الإسلام.[1]

## مساهماته

### بيت القرآن
يعد عبد اللطيف كانو هو صاحب فكرة إقامة مشروع بيت القرآن الذي تأسس في العاصمة المنامة في 15 شعبان 1410هـ الموافق 12 مارس 1990م، وهو مركز حضاري وإسلامي هام ضمن المنظومة العربية والإسلامية. يحتوي متحفه على العديد من النفائس والمقتنيات النادرة من المخطوطات القرآنية، وتحتوي مكتبة المركز على ما يقرب من 15000 مجلد.

### مساهمات أخرى
ـ ألقى كلمة في المؤتمر الدولي للجمعية الدولية لعلوم الإسكان في مشاكل الإسكان في الدول النامية، المنعقد في جامعة البترول والمعادن بالظهران في المملكة العربية السعودية.
ـ وضع اللبنة الأولى لمشروع الجمعية الهندسية البحرينية عام 1972م.

## تكريم
- حصل على شهادة الدكتوراه الفخرية من جامعة ((أنها)) في كوريا الجنوبية.
- حصل على وسام المؤرخ العربي من اتحاد المؤرخين العرب في عام 1987م .
- حصل على وسام ((البحرين)) من صاحب السمو أمير البلاد في مارس 1990 وهو أعلى وسام مدني يمنح للمبدعين المتميزين في مملكة البحرين.
- نال تكريماً من جمعية المهندسين البحرينيين ووزارة الإسكان والدولة بشهاداتها التقديرية العديدة.[1][8][9]

## روابط خارجية
- صحيفة الجزيرة في البحرين وبحضور مميز
- صحيفة العرب القطرية - تكريم أصحاب الخدمات المجتمعية من الرجال بيوم العلم